# Jacob Carl Stauder
Jacob Carl Stauder oft auch Carl Jacob Stauder, (getauft am 17. Oktober 1694 in Oberwil; † 9. Februar 1756 in Luzern) war ein schweizerisch-deutscher Barockmaler. 

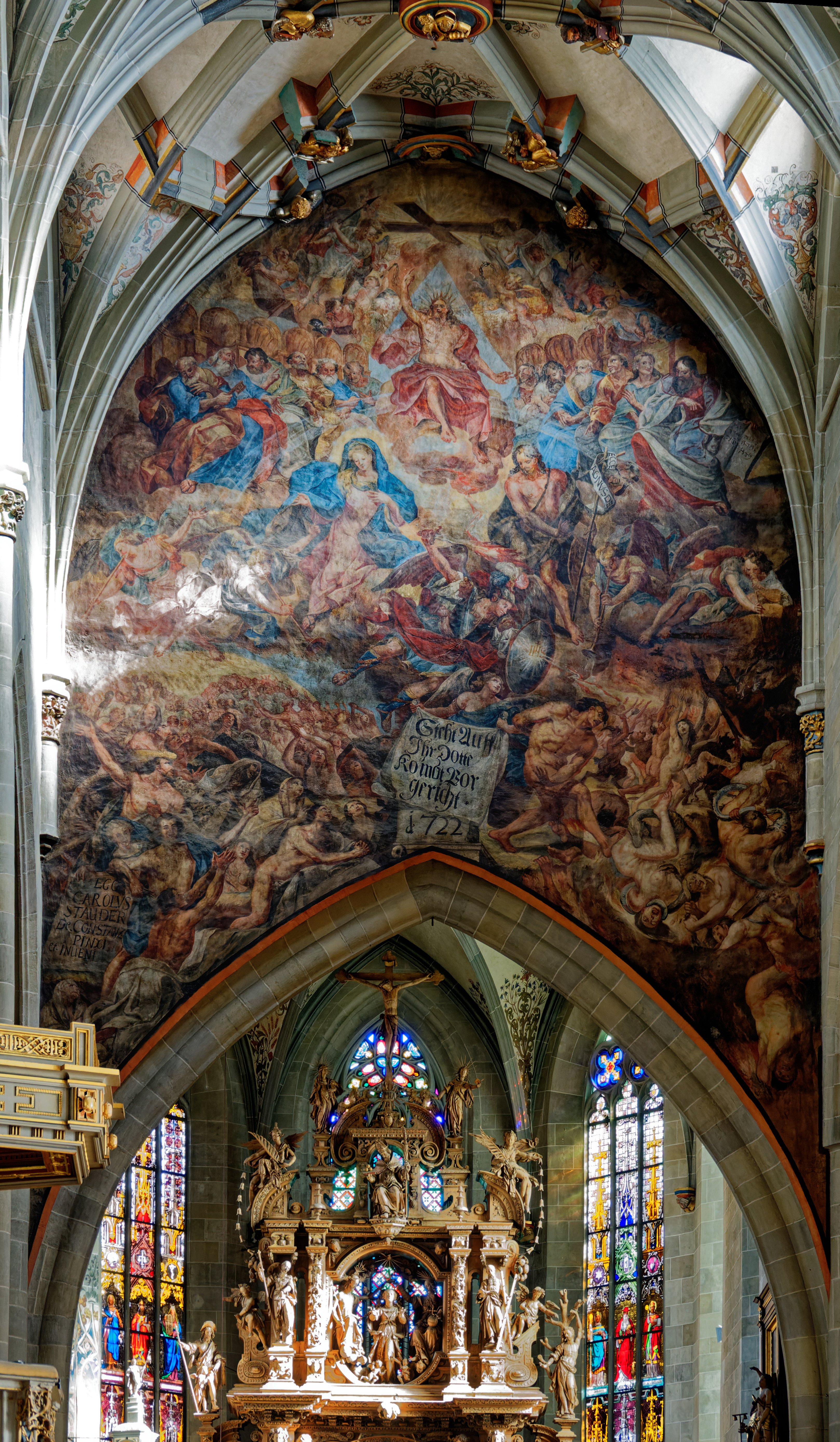
Fresko das jüngste Gericht in St. Nikolaus in Überlingen.

## Leben und Wirken
Jacob Carl Stauder war ein Sohn des Malers Franz Carl Stauder und erlernte bei diesem auch die ersten Grundbegriffe als Maler.
Einer seiner ersten Aufträge 1710 war ein Wappenbuch für das Kloster Rheinau. Er hatte einen Stiefbruder, Franz Leopold Stauder, der schon als Knabe vor der Stiefmutter weglief und später in sizilianischem Kriegsdienst verschollen war. Obwohl aus dem Baselland gebürtig, war er hauptsächlich im Bodenseeraum und in Oberschwaben tätig.
Nach seiner Heirat mit Maria Francisca Bettle 1716 war er in Konstanz ansässig, wo er eingebürgert und 1724 zum Ratsmitglied ernannt wurde. Doch schon bald begab er sich wieder auf Auftragsreisen und wurde im Verlauf nicht wieder in Konstanz heimisch, so dass seine Familie mit neun Kindern alleine zurückblieb. Er wurde noch in Konstanz vom Fürstbischof Johann Franz Schenk von Stauffenberg zum Bischöflichen Hofmaler, Pictor aulicus ernannt, die lange Zeit vakante Stelle hatte zuvor (bis 1713) Johann Michael Feuchtmayer innegehabt.
Als Konkurrent trat ihm in St. Blasien um 1740 Franz Joseph Spiegler in den Weg. In St. Blasien sind durch die Brände keine wesentlichen Arbeiten von ihm erhalten geblieben. Ignatius Gumpp beschrieb sie in seinen Aufzeichnungen. Ein Bild des Abtes Franz II. Schächtelin ist im Refektorium des Klosters Oberried erhalten, weiterhin auch ein Stichporträt im Stift St. Paul im Lavanttal.
Aufträge erhielt er wie bereits sein Vater zumeist aus den baufreudigen Klöstern. Sein Werk ist umfangreich und vielfältig. Vieles von ihm ist aber auch unbekannt, unter anderem sind die Namen seiner Schüler kaum benannt. Gesichert ist Johannes Zick der Vater von Januarius Zick, auch Jakob Anton von Lenz und Balthasar Riepp sind in Verbindung zu ihm zu sehen. Seine bevorzugte Maltechnik war kein „al fresco“, sondern mehr ein „al secco“ genanntes Verfahren. Er malte also auf einen bereits trockenen und grundierten Grund und nicht auf den frischen Verputz.

## Werke (Auswahl)

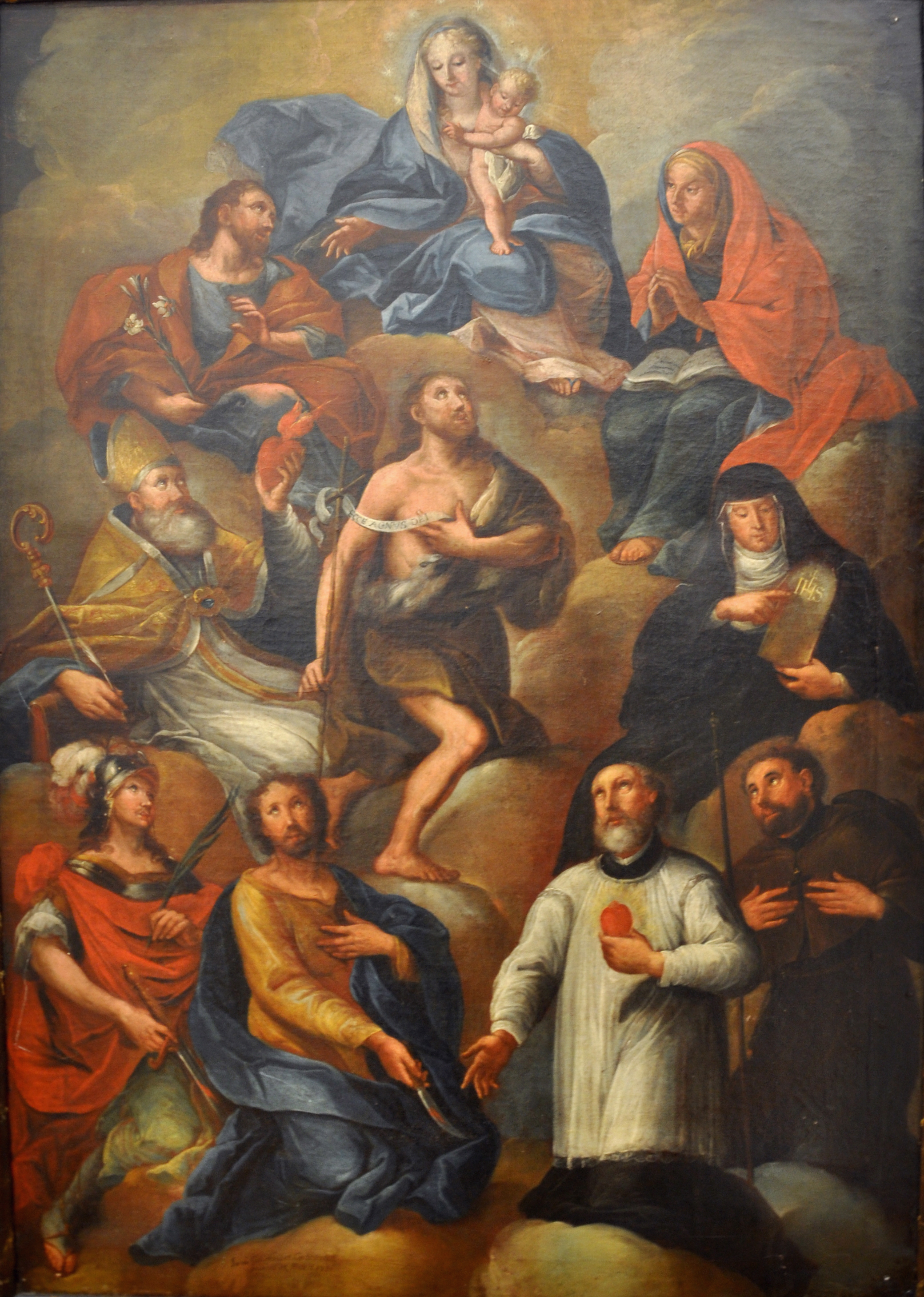
Jacob Carl Stauder: Muttergottes mit Heiligen (1731), Kreisgalerie Messkirch

- 1714: Kloster Salem, Kaisersaal, Reiterbildnis
- 1717: Kloster Fischingen, Hochaltarblatt
- 1717: Rathaus Solothurn, Regierungssaal, Bildnis des Johann Friedrich von Roll
- 1718: Klosterbibliothek Kloster St. Urban, Bildnis des Abts Malachias Glutz
- 1719: Klosterkirche Kloster Weißenau, Deckenbild in der Vierungskuppel
- 1719: Klosterkirche Kloster Münsterlingen, Deckenbild in der Flachkuppel
- 1720: Klosterkirche Kloster Donauwörth, Deckenbilder im Chor
- 1721/1722: Klosterkirche Kloster Pielenhofen, Deckenbild im Langhausjoch
- 1723: Klosterkirche Kloster Rheinau, Hochaltarblatt
- 1723/1724: Klosterkirche Kloster Ottobeuren, Deckenbild im südlichen Stiegenhaus zum Kaisersaal und Deckenbild im Kaisersaal
- 1726: Klosterkirche Rheinau, St. Josephsaltar und Schutzengelaltar
- 1734: Klosterkirche Kloster Katharinental, Deckenbilder
- 1735: Kath. Pfarrkirche Murg, Hochaltarblatt
- 1739: St. Stephan Konstanz, ehem. Altarblatt
- 1743: Pfarrkirche Hägglingen, Altarblatt
- 1744: Stiftskirche Verenamünster (Zurzach), Hauptaltarblatt, Verenas Aufnahme in den Himmel
- 1747: Sarnen, Kollegium, Bildnis des Fürstabts Gerold Haimb
- 1749: Meersburg Neues Schloss, Venus in der Schmiede des Vulkan
- 1751: Marienkapelle Eigenthal, Deckenbild
- 1751: Jesuitenkirche (Luzern), Aloysiuskapelle
- 1751: Peterskapelle (Luzern), Rosenkranzmedaillons
- 1755: Blatten LU, Wallfahrtskirche St. Jost, Deckenbild im Chor
- 1755: Menznau, Seitenaltar